# Arnold Henry Guyot
Arnold Henry Guyot (Boudevilliers blizu Neuchâtela, Švicarska, 28. rujna 1807. – 8. veljače 1884.), švicarsko-američki geolog i geograf.

## Životopis
Studirao je na fakultetu u Neuchâtelu, te u Berlinu (Njemačka) gdje je upoznao Louisa Agassiza s kojim je održavao prijateljstvo do kraja života. Na kratkotrajnoj Akademiji u Neuchâtelu bio je profesor povijesti i fizičke geografije od 1839. do 1848. godine kada se na Agassizov nagovor odselio u Cambridge, Massachusetts, SAD. Nekoliko godina bio je predavač na Massachusetts State Board of Education, a od 1854. pa sve do smrti bio je profesor geologije i fizičke geografije na Princetonu. Zgrada u kojoj se nalazi Katedra za geoznanosti na Princetonu u njegovu čast danas nosi naziv Guyot Hall.
Postigao je visoke rezultate kao geolog i meteorolog. Godine 1838. odlučio se na Agassizov prijedlog za studij o ledenjacima, te je bio prvi koji je u članku poslanom Geološkom društvu Francuske objavio određena važna promatranja povezana s glacijalnim gibanjem i strukturom. Među mnogim stvarima zapazio je da se centar ledenjaka brže giba od bočnih strana, kao i to da se vrh giba brže od dna ledenjaka. Opisao je laminiranu ili vrpčastu strukturu ledenjačkog leda, a gibanje je ledenjaka pripisao postupnom pomicanju molekula umjesto klizanja ledene mase kako je predlagao de Saussure. Naposljetku je prikupio važne podatke o eratičnim stijenama.
Opsežna meteorološka promatranja koja je provodio u Americi dovela su do osnivanja Ureda za vrijeme SAD-a (engl. United States Weather Bureau), dok su njegove Meteorološke i fizičke tablice (1852., obnovljeno izdanje 1884.) dugo vremena bile standard. Njegove vrhunske zbirke tekstova i zidne karte bile su važna pomagala u širenju i popularizaciji geoloških istraživanja u Americi. Uz knjige s tekstovima, glavne su mu publikacije bile:
- Earth and Man, Lectures on Comparative Physical Geography in its Relation to the History of Mankind (preveo profesor CC Felton, 1849.)
- A Memoir of Louis Agassiz (1883.)
- Creation, or the Biblical Cosmogony in the Light of Modern Science (1884.).
- Johnson’s Universal Cyclopaedia (1872.) - Frederick Augustus Porter Barnard, Arnold Henry Guyot

Njegovim imenom je nazvano nekoliko geografskih obilježja među kojima su ledenjak Guyot na Aljaski, Mount Guyot u Sjevernoj Karolini, te još jedan Mount Guyot u New Hampshireu.

## Više informacija
- Guyot, podvodne planine zaravnjenog vrha
- Mount Guyot

## Vanjske poveznice
- Tables, Meteorological and Physical Prepared for the Smithsonian Institution (1858.)
- Tables, Meteorological and Physical Prepared for the Smithsonian Institution (1884.)
- Directions for meteorological observations, and the registry of periodical phenomena (1860.)
- Physical Geography (1873.)
- The earth and man: lectures on comparative physical geography, in its relation to the history of mankind (1860).